# Umsturzvorlage
L'Umsturzvorlage (in realtà "Legge di modifica ed integrazione del Codice Penale, del Codice Militare e della Legge sulla Stampa") fu un progetto di legge introdotto nel Reichstag il 5 dicembre 1894 dal cancelliere del Reich, principe Chlodwig zu Hohenlohe-Schillingsfürst, che, secondo la motivazione presentata dal governo, intendeva contrastare i pericolosi tentativi di rovesciare violentemente la costituzione esistente e l'ordine sociale del Reich tedesco.
Le forze dietro a queste aspirazioni, secondo gli autori dell'Umsturzvorlage, erano soprattutto socialdemocratiche e ritenevano che le leggi esistenti non fossero sufficienti a contrastarli.
Il Reichstag respinse questo progetto di legge perché gli articoli erano troppo vaghi e le restrizioni alla libertà di stampa e persino alla libertà accademica troppo grandi.
L'11 maggio 1895, l'Umsturzvorlage fu respinto in seconda lettura.